# روي فرنانديز
روي فرنانديز (بالإنجليزية: Roy Fernandez)‏ هو دبلوماسي أسترالي، ولد في 28 يناير 1928، وتوفي في 2 مايو 2014.